# Indische Orde van Verdienste
De Indische Orde van Verdienste (Engels: Indian Order of Merit) was een in 1837 ingestelde particuliere onderscheiding van de "Honourable East India Company", de Britse tegenhanger van de Nederlandse VOC die de Britse koloniale bezittingen in India tot het opheffen van het charter van de compagnie in 1860 beheerde. Oorspronkelijk heette de orde "Order of Merit" wanneer het om militaire verdiensten ging en "Order of India" wanneer de orde voor civiele verdienste werd uitgereikt. Edward VII, koning van het Verenigd Koninkrijk en keizer van India, veranderde de naam in 1902 omdat hij een nieuwe Britse orde, de Order of Merit" had ingesteld. De twee namen konden verwarring scheppen.
De East India Company had een eigen leger waarin ook Britse officieren dienden.
De orde werd in twee divisies, militair en civiel uitgereikt. Het criterium van de militaire benoemingen was "langdurige, eervolle en trouwe dienst" door officieren of "opvallende dapperheid in het veld". In dat laatste geval werden ook niet-officieren gedecoreerd.
De orde is ouder dan het Victoria Cross of de Distinguished Service Medal. Het was in feite de oudste onderscheiding voor moed in het Britse Rijk. In de jaren voor 1837 werden de inlandse militairen soms met medailles onderscheiden die door het regiment zelf werden uitgereikt. Meestal werd daarvoor een inzameling gehouden onder de officieren.
De orde is hoger in rang dan de Orde van Brits India die ook wel voor dapperheid werd toegekend.
De dragers mochten de letters "IOM" achter hun naam dragen. Omdat de orde een particuliere instelling was was er voor 1860 geen sprake van Knights of Companions. De exacte aanduiding van de dragers werd ook in de weinige latere officiële besluiten over de Indische Orde van Verdienste in het midden gelaten. De gedecoreerden waren in de ogen van de Britten veelal niet vooraanstaand gennoeg om tot de klasse die men "Companionage" noemt te behoren. Dat was bij de voor officieren gereserveerde Distinguished Service Order wél het geval.
De Brits-Indische troepen konden tot een hervorming in 1902 niet worden gedecoreerd met het Victoria Cross. Dat betekende dat de Indische Orde van Verdienste op het subcontinent de plaats van deze hoge en exclusieve onderscheiding innam. Toen de Britse Koning in 1902 het statuut van het Victoria Cross herzag en deze onderscheiding ook voor Indische en andere koloniale troepen beschikbaar werd gesteld was de consequentie dat de Ie Klasse van de Indische Orde van Verdienste verdween.
In 1944 werd vastgelegd dat de orde in het vervolg voor Indische officieren, slechts bij uitzondering voor Britten en anderen, zou zijn bestemd. De laatste benoeming vond op 25 september 1947, na de onafhankelijkheid op 15 augustus 1947, plaats. De orde werd nooit opgeheven of afgeschaft en formeel is Elizabeth II grootmeesteres van de Indian Order of Merit. De Dominion India en de Republiek India hebben het bestaan van de orde na 1947 genegeerd. Dat geldt ook voor de Dominion, het Koninkrijk en de Republiek Pakistan.
De civiele divisie is met 48 uitreikingen zeldzaam. In de militaire divisie werden in de Indische Muiterij 1223 versierselen in de drie toenmalige klassen uitgereikt. In de jaren tussen de opstand en de Eerste Wereldoorlog werden 1444 versierselen in de drie toenmalige klassen verleend. De Eerste Wereldoorlog leverde 21 sterren van de Eerste Klasse en 1032 sterren van de Tweede Klasse op. De Derde Klasse was inmiddels afgeschaft. In de Tweede Wereldoorlog werden twee sterren Ie Klasse, 332 sterren der IIe Klasse en 30 sterren van de sinds 25 augustus 1939 klasseloze orde ingesteld. Kennelijk werd het Koninklijk Besluit niet correct uitgevoerd.

## Versierselen
Het versiersel was een achtpuntige ster met in het midden een door een lauwerkrans omring blauw geëmailleerd rond medaillon met twee gouden gekruiste zwaarden van een oriëntaals type.
Omdat dit een ridderorde is is het lint met een extra gesp bevestigd, een karakteristiek van de Britse ridderorden van vóór de Napoleonitische oorlogen die bij deze orde tot 1947 bewaard bleef. In de geschiedenis van de orde is het eenmaal voorgekomen dat een militair de Ie Klasse van de Indische Orde van Verdienste tweemaal ontving. Dat was 1888 toen Subudar Kishanbir Nagarkoti van het Ve regiment fusiliers van de Gurkha's voor zijn moed in de Tweede Afghaanse Oorlog werd gedecoreerd. De statuten van de Indische Orde van Verdienste voorzagen niet in een gesp maar voor hem werd een gouden gesp met de datum "18th. of June 1888" besteld. In 1944 werden gespen in een nieuw statuut voor de Indische Orde van Verdienste genoemd maar het is niet tot uitreiking gekomen.
Deze onderscheiding was de enige onderscheiding voor dapperheid die van 1837 tot 1907 aan inlandse soldaten kon worden verleend. In 1907 werd de "Indische Medaille voor Belangrijke Diensten" (Engels: Indian Distinguished Service Medal) ingesteld en na 1911 werd ook het Victoria Cross aan de Indische onderdanen van de "Koning-Keizer" toegekend.

## Militaire divisie
De onderscheiding werd eerst in drie klassen verleend maar de Eerste Klasse verviel toen ook in Brits-Indië het Victoria Cross kon worden verleend. In 1944 werden de twee overgebleven graden op grond van een eerder besluit uit 1939 daadwerkelijk samengevoegd tot een enkele klasse.
In principe werd men pas in de Tweede Klasse benoemd wanneer men eerder de Derde Klasse had ontvangen maar op deze regel werden uitzonderingen gemaakt.Aan deze onderscheidingen waren een jaarlijkse toelage op een hogere soldij en een pensioen verbonden.

## Civiele divisie
De in 1902 ingestelde civiele divisie werd maar zelden toegekend. In 1939 werden de Eerste en Tweede Klasse van de Orde samengevoegd.

## Versierselen

### Derde Klasse
De Derde Klasse droeg een achtpuntige dofzilveren ster met een medaillon waarop tot 1944 "Awarded for Valour" en daarna "Awarded for Gallantry" stond geschreven. Rond het medaillon was een blauwe band aangebracht.

### Tweede Klasse
De Tweede Klasse droeg een achtpuntige glanzende zilveren ster met een zilveren lauwerkrans rond een medaillon waarop tot 1944 "Awarded for Valour" en daarna "Awarded for Gallantry" stond geschreven. Rond het medaillon was een blauwe band aangebracht.

### Eerste Klasse
De Eerste Klasse droeg een achtpuntige glanzende zilveren ster met een gouden lauwerkrans rond een medaillon waarop tot 1944 "Awarded for Valour" en daarna "Awarded for Gallantry" stond geschreven. Rond het medaillon was een blauwe band aangebracht.

## De versierselen van de orde na de hervorming in 1939
Na de in 1939 voorgeschreven hervorming waarin de Indische Orde van Verdienste werd teuggebracht tot een orde met één graad en twee divisies kreeg de orde een versiersel dat met behulp van een versierde zilveren gesp aan het lint werd gedragen. De nieuwe versierselen werden pas in 1944 ingevoerd. De opdracht op de ring rond het medaillon van de Militaire Divisie werd "AWARDED FOR GALLANTRY" in plaats van het eerdere "REWARD FOR VALOUR". Nieuw was de kleine gouden keizerskroon op de lauwerkrans.
Het versiersel van de Civiele Divisie was nu een erg kleine ster.
De kenmerkende beugel op het lint werd in de uitvoering van 1944 weggelaten.

## Het lint van de Orde
Het lint was voor alle klassen en beide divisies blauw met twee rode strepen langs de rand. Op het lint was een gesp aangebracht die alleen een decoratief doel had.